# Rachel Rosalen
Rachel Rosalen (São Paulo, 1971), é uma artista visual, designer, e arquiteta brasileira, vive e trabalha entre São Paulo, Roma e Tóquio.

## Biografia
Rachel nasceu em São Paulo e se formou em Arquitetura e urbanismo pela USP, e mestrou-se em Artes Multimídia pela Unicamp, também atuou como professora pela PUC, e pós graduação  em 2003 em mídias eletrônicas pelo SENAC, em 2002 mudou-se para o Japão trabalhando pela N&A Nanjo and Associates Curatorial Office, onde vive e trabalha.
Em 2006 ganhou um prêmio do Governo de São Paulo (Prêmio de Apoio a Cultura de São Paulo), e em 2007 ganhou o 7º Prêmio Sergio Motta de Arte e Tecnologia, na categoria Trabalho Realizado, com a obra "The Garden of Love" e foi convidada a residir na Suíça.
Atualmente, trabalha com produção de artes eletrônicas.